# 落合浩太郎
落合 浩太郎（おちあい こうたろう　1962年 - ）は、日本の政治学者。専門は安全保障研究、インテリジェンス研究。
東京都生まれ。1985年慶應義塾大学経済学部卒業、1995年慶應義塾大学大学院法学研究科博士課程単位取得退学。東京工科大学専任講師、東京工科大学コンピューターサイエンス学部准教授を経て、東京工科大学教養学環教授。

## 著書

### 単著
- 『日米経済摩擦――全体像を求めて』（慶應通信, 1993年／改訂版1994年）ISBN 476640565X
- 『CIA 失敗の研究』（文藝春秋［文春新書］, 2005年）ISBN 4166604457

### 共編著
- （赤根谷達雄）『「新しい安全保障」論の視座――人間・環境・経済・情報』（亜紀書房, 2001年/増補改訂版, 2007年）ISBN 4750500135
- （赤根谷達雄）『日本の安全保障』（有斐閣, 2004年）ISBN 4641076731